# Tag der Befreiung der Ukraine von faschistischen Invasoren
Der Tag der Befreiung der Ukraine von faschistischen Invasoren (ukrainisch День визволення України від фашистських загарбників) ist ein Feiertag, der in der Ukraine jährlich am 28. Oktober begangen wird.

## Hintergrund, Geschichte des Feiertags und Traditionen

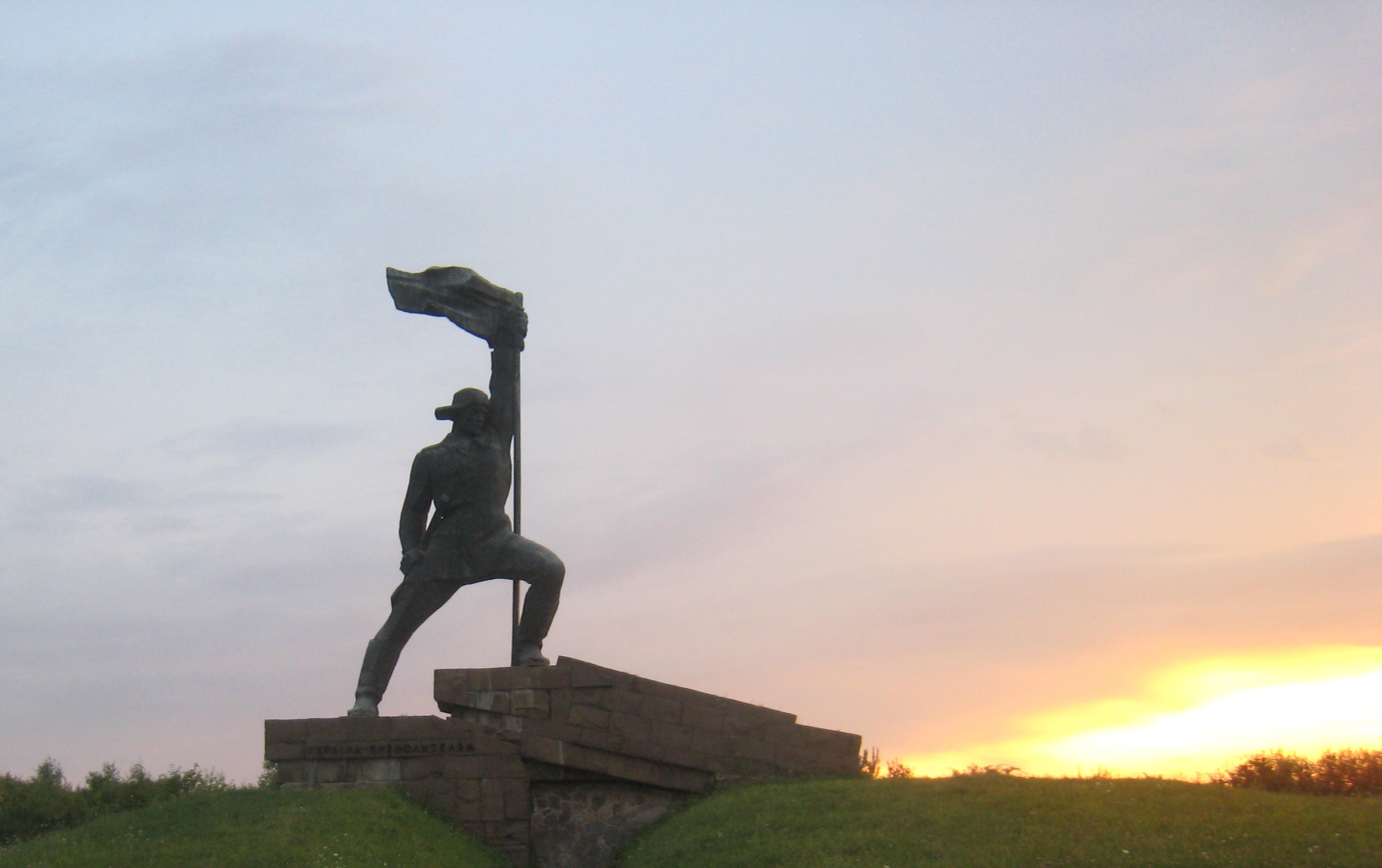
Das Denkmal „Befreier der Ukraine“ an der Grenze zwischen der Slowakei und der Ukraine

Das Königreich Ungarn besetzte die Karpatenukraine im März 1939. Die Sowjetunion besetzte das mehrheitlich ukrainisch bevölkerte Ostgalizien im September 1939. Der Großteil der Ukraine wurde bis Ende 1941 vom NS-Staat besetzt. Die letzte Phase des Zweiten Weltkriegs in der Ukraine war die Ostkarpatische Operation. Am 28. Oktober 1944 näherten sich sowjetische Truppen Tschop, einem wichtigen Eisenbahnknotenpunkt an der Grenze zwischen der Karpatenukraine, der Slowakei und Ungarn. Als Ergebnis eines Kampfes, der den ganzen Tag dauerte, besetzten die Truppen des 17. Garde-Schützen-Korps und der 237., 8. und 138. Schützendivision am 28. Oktober Tschop. Die deutschen Truppen starteten eine Gegenoffensive. Einzelne Bezirke wechselten mehrmals den Besitzer. Am 23. November 1944 kam Tschop endgültig in sowjetische Hand. Am selben Tag wurden die Deutschen aus Solomonowo vertrieben, der westlichsten Siedlung der gesamten Ukraine.
Am 20. Oktober 2009 erließ Präsident Wiktor Juschtschenko das Dekret Nr. 836, das den Tag der Befreiung der Ukraine von den faschistischen Invasoren am 28. Oktober als jährlichen Feiertag in der Ukraine einführte, um „auf nationaler Ebene der Befreiung der Ukraine von den faschistischen Invasoren zu gedenken und die Heldentat und das Opfer des ukrainischen Volkes im Zweiten Weltkrieg zu würdigen.“
Jedes Jahr am 28. Oktober finden in ukrainischen Städten Massenveranstaltungen zu Ehren all derjenigen statt, die die Deutschen aus der Ukraine vertrieben haben. Hunderte von Menschen kommen mit Blumen zum Grab des unbekannten Soldaten und anderen Gedenkstätten, um sich an ihre Rolle in der ukrainischen Geschichte zu erinnern und sie noch einmal zu begreifen.
Bei einer Rede am 28. Oktober 2018 nannte Ministerpräsident Wolodymyr Hrojsman die deutsche Besatzung „eine der tragischsten Seiten unserer Geschichte.“ Er erinnerte an die „Massive Verfolgung aufgrund der Nationalität, die Vernichtung der Juden, die Hinrichtung der ukrainischen Intelligenzija, [und] die weit verbreitete Haltung gegenüber den Ukrainern als Menschen zweiter Klasse.“ Präsident Petro Poroschenko wünschte „Ewigen Respekt und Ehre für diejenigen, die ihr Leben für die Zukunft neuer Generationen, die freie Zukunft der Ukraine und des gesamten europäischen Kontinents geopfert haben.“
Am 28. Oktober 2021 legte Wolodymyr Selenskyj Blumen am Grabmal des unbekannten Soldaten im Park des Ewigen Ruhms in Kiew nieder. Die Soldaten der präsidentiellen Ehrengarde legten einen Kranz neben der Ewigen Flamme nieder. In einer Rede erinnerte Selenskyj an den Holocaust, die Massaker von Babyn Jar und Drobyzkyj Jar, und an die Lager Bogdanowka und Lemberg-Janowska.
Bei einer Rede am 28. Oktober 2022 sagte Selenskyj unter dem Eindruck des russischen Überfalls auf die Ukraine: „Die Form des Bösen hat sich verändert, doch sein Wesen ist unverändert geblieben.“ Er verglich Gauleiter mit den von Russland in den besetzten Gebieten eingesetzten Gouverneuren, das Reichskommissariat mit den Republiken Donezk und Lugansk und das Massaker von Korjukiwka mit dem Massaker von Butscha.

## Kritik
Das Ukrainische Institut für Nationale Erinnerung (UINP) schlug 2014 vor, den Namen des Feiertags in „Tag der Vertreibung der Nazi-Besatzer aus der Ukraine“ umzubenennen. „Mit der Vertreibung der Nazi-Besatzer erlangte die Ukraine keine Freiheit, sondern befand sich unter einer anderen Herrschaft, deren Folge Massenrepressionen und Deportationen waren, darunter Hunderttausende Ukrainer, Polen und das gesamte krimtatarische Volk“, erklärte der Leiter des UINP, Wolodymyr Wjatrowitsch. Außerdem kritisierte das UINP das Datum, da die Deutschen erst im November endgültig vertrieben waren.